# АНТ-14
АНТ-14 «Правда» — пассажирский самолёт, совершивший первый полёт 14 августа 1931 года.

## История
Изначально АНТ-14 имел следующее назначение: перелёты на сверхдальней трассе Москва — Владивосток. В марте 1930 года ГВФ и ЦАГИ подписали контракт. Он заключал в себе срочную разработку, в течение 3 месяцев, технических требований для АНТ-14, а также эскизного проекта. Руководили созданием самолёта назначенные опытнейшие инженеры: А. Архангельский разрабатывает фюзеляж, В. Петляков — крыло, Н. Некрасов — хвостовое оперение, а И. Погосский — моторное оборудование.
Серийное производство АНТ-14 не получилось, потому что маршрут Москва — Владивосток, для которого самолёт предназначался, в то время не имел достаточно насыщенного пассажиропотока. Зато АНТ-14 оставил заметный след в авиационной истории.

## Конструкция
Фюзеляж прямоугольного сечения, в максимальной части ширина и высота составляли 3,2 м.  Крыло аналогично крылу ТБ-3, но с увеличенным на 0,8 м центропланом. Внутри крыла располагались четыре топливных бака, общий объем топлива 2000 кг. Силовая установка - пять двигателей "Гном-Рон", мощностью по 480 л.с. Салон был рассчитан на 36 пассажиров, девять рядов кресел по четыре в каждом ряду с проходом посередине. В зимнее время колеса шасси заменяли на лыжи.
Экипаж самолета -  два пилота, штурман и бортпроводники. Кабина пилота и штурмана находилась в носовой части фюзеляжа, для контроля за работой моторов была предусмотрена кабина в центроплане с  фонарем, выступающем над фюзеляжем. Стабилизатор переставной, в процессе полета летчик мог изменять угол его установки.

## Лётно-технические характеристики
- Размах крыла, м — 40,40;
- Длина, м — 26,49;
- Высота, м — 5,02;
- Площадь крыла, м² — 240;
- Масса, кг:
  - пустого самолёта — 10 828;
  - максимальная взлётная — 17 530;
- Тип двигателя — 5 ПД Gnome Jupiter VI;
- Мощность, л. с. — 5×480;
- Максимальная скорость, км/ч:
  - на высоте — 236;
  - у земли — 195;
- Крейсерская скорость, км/ч — 204
- Практическая дальность, км — 1400
- Практический потолок, м — 4220
- Экипаж, чел — 2 (5);
- Полезная нагрузка — 32 пассажира или 4500 кг груза.